# Ventosa del Río Almar
Ventosa del Río Almar és un municipi de la província de Salamanca a la comunitat autònoma de Castella i Lleó.
| 1991 | 1996 | 2001 | 2004 |
| ---- | ---- | ---- | ---- |
| 165  | 175  | 141  | 134  |